# Hageland Aviation Services
Hageland Aviation Services était une compagnie aérienne régionale basée à Anchorage, en Alaska, aux États-Unis. Elle opérait également pour Ravn Connect, une composante de Ravn Alaska, et desservait plusieurs destinations à travers l'Alaska.

## Historique
La compagnie aérienne est créée en 1981 à Mountain Village, en Alaska.
Frontier Alaska et Hageland s'associent en 2008 pour former la société mère HoTH, leurs nouveaux services sont baptisés « Frontier Alaska ». L'année suivante, avec l'acquisition d'Era, Frontier Alaska est rebaptisée Era Alaska.
Les opérations de la compagnie cessent avec l'effondrement et la faillite de Ravn Alaska en 2020.

## Flotte
- 7 Beechcraft 1900
- 7 Piper PA-31
- 19 Cessna 207
- 22 Cessna Caravan 208B

## Destinations
Hageland Aviation Services exploitait un service régulier vers les destinations suivantes en Alaska (en 2007):
| Ville                      | Aéroport                                            | Observation |
| -------------------------- | --------------------------------------------------- | ----------- |
| Akiachak                   | Aéroport d'Akiachak (en)                            |             |
| Akiak                      | Aéroport d'Akiak (en)                               |             |
| Alakanuk                   | Aéroport d'Alakanuk (en)                            |             |
| Ambler                     | Aéroport d'Ambler                                   |             |
| Anchorage                  | Aéroport international d'Anchorage Ted-Stevens      | Hub         |
| Aniak                      | Aéroport d'Aniak (en)                               | Hub         |
| Anvik                      | Aéroport d'Anvik (en)                               |             |
| Atmautluak                 | Aéroport d'Atmautluak (en)                          |             |
| Atqasuk                    | Aéroport d'Atqasuk Edward Burnell Sr. Memorial (en) |             |
| Île Barter - Kaktovik      | Aéroport de Barter Island                           |             |
| Bethel                     | Aéroport de Bethel                                  | Hub         |
| Brevig Mission             | Aéroport de Brevig Mission                          |             |
| Buckland                   | Aéroport de Buckland (en)                           |             |
| Chefornak                  | Aéroport de Chefornak (en)                          |             |
| Chevak                     | Aéroport de Chevak (en)                             |             |
| Chuathbaluk                | Aéroport de Chuathbaluk (en)                        |             |
| Crooked Creek              | Aéroport de Crooked Creek                           |             |
| Deadhorse                  | Aérodrome de Deadhorse/Prudhoe Bay                  |             |
| Deering                    | Aéroport de Deering (en)                            |             |
| Eek                        | Aéroport de Eek (en)                                |             |
| Elim                       | Aéroport d'Elim (en)                                |             |
| Emmonak                    | Aéroport d'Emmonak (en)                             | Hub         |
| Gambell                    | Aéroport de Gambell (en)                            |             |
| Golovin                    | Aéroport de Golovin                                 |             |
| Grayling                   | Aéroport de Grayling (en)                           |             |
| Holy Cross                 | Aéroport de Holy Cross (en)                         |             |
| Hooper Bay                 | Aéroport de Hooper Bay (en)                         |             |
| Kalskag                    | Aéroport de Kalskag (en)                            |             |
| Kasigluk                   | Aéroport de Kasigluk (en)                           |             |
| Kiana                      | Aéroport Bob Baker Memorial (en)                    |             |
| Kipnuk                     | Aéroport de Kipnuk (en)                             |             |
| Kivalina                   | Aéroport de Kivalina (en)                           |             |
| Kobuk                      | Aéroport de Kobuk                                   |             |
| Kongiganak                 | Aéroport de Kongiganak (en)                         |             |
| Kotlik                     | Aéroport de Kotlik (en)                             |             |
| Kotzebue                   | Aérodrome de Kotzebue                               | Hub         |
| Koyuk                      | Aéroport de Koyuk (en)                              |             |
| Kwethluk                   | Aéroport de Kwethluk (en)                           |             |
| Kwigillingok               | Aéroport de Kwigillingok (en)                       |             |
| Marshall                   | Aéroport de Marshall (en)                           |             |
| Mekoryuk                   | Aéroport de Mekoriouk (en)                          |             |
| Mountain Village           | Aéroport de Mountain Village (en)                   |             |
| Newtok                     | Aéroport de Newtok (en)                             |             |
| Nightmute                  | Aéroport de Nightmute (en)                          |             |
| Noatak                     | Aéroport de Noatak (en)                             |             |
| Nome                       | Aérodrome de Nome                                   | Hub         |
| Noorvik                    | Aéroport Robert (Bob) Curtis Memorial (en)          |             |
| Nuiqsut                    | Aéroport de Nuiqsut (en)                            |             |
| Nunam Iqua - Sheldon Point | Aéroport de Sheldon Point (en)                      |             |
| Nunapitchuk                | Aéroport de Nunapitchuk (en)                        |             |
| Pilot Station              | Aéroport de Pilot Station (en)                      |             |
| Point Lay                  | Aéroport de Point Lay (en)                          |             |
| Port Clarence              | Port Clarence Coast Guard Station (en)              |             |
| Quinhagak                  | Aéroport de Quinhagak                               |             |
| Red Devil                  | Aéroport de Red Devil (en)                          |             |
| Russian Mission            | Aéroport de Russian Mission (en)                    |             |
| Savoonga                   | Aéroport de Savoonga (en)                           |             |
| Scammon Bay                | Aéroport de Scammon Bay (en)                        |             |
| Selawik                    | Aéroport de Selawik (en)                            |             |
| Shageluk                   | Aéroport de Shageluk (en)                           |             |
| Shaktoolik                 | Aéroport de Shaktoolik (en)                         |             |
| Shishmaref                 | Aérodrome de Shishmaref                             |             |
| Shungnak                   | Aéroport de Shungnak (en)                           |             |
| Sleetmute                  | Aéroport de Sleetmute (en)                          |             |
| Saint Mary's               | Aéroport de Saint Mary's (en)                       | Hub         |
| St. Michael                | Aéroport de Saint Michael (en)                      |             |
| Stebbins                   | Aéroport de Stebbins (en)                           |             |
| Teller                     | Aérodrome de Teller                                 |             |
| Toksook Bay                | Aéroport de Toksook Bay (en)                        |             |
| Tuluksak                   | Aéroport de Tuluksak (en)                           |             |
| Tuntutuliak                | Aéroport de Tuntutuliak (en)                        |             |
| Tununak                    | Aéroport de Tununak (en)                            |             |
| Unalakleet                 | Aéroport de Unalakleet (en)                         | Hub         |
| Utqiagvik                  | Aéroport Wiley Post-Will Rogers Memorial (en)       | Hub         |
| Wainwright                 | Aéroport de Wainwright (en)                         |             |
| White Mountain             | Aéroport de White Mountain (en)                     |             |

## Accident
Le 8 novembre 1997, le vol 500 de Hageland Aviation Services est assuré par un Cessna Caravan 675B qui s'écrase. Il a été déterminé que cet accident est principalement dû à une erreur du pilote. L'accident tue les 8 passagers et les membres d'équipage à bord.
Le 9 décembre 2002, lors d'un vol assuré au profit de Raytheon, un Beechcraft 1900C s'écrase après avoir heurté une montagne dans l'ouest de l'Arkansas. L'accident tue les 3 pilotes à bord, dont Ron Tweto, président de Hageland Aviation Services.
Le 6 janvier 2011, un avion de ligne Cessna 208B Grand Caravan, immatriculé N715HE, subit des dommages importants lors d'un accident à l'atterrissage sur l'aéroport de Kipnuk, aux États-Unis. Aucun des quatre passagers ni des deux membres d'équipage n'est blessé.
Le 29 novembre 2013, quatre personnes sont tuées lorsque le vol 1453 s'écrase près du village de St. Mary's. Le pilote, Terry Hanson, 68 ans, et trois passagers, tous résidents de Mountain Village: Rose Polty, 57 ans, Richard Polty, 65 ans, et Wyatt Coffee, cinq mois, sont tués. Six autres passagers sont blessés.